# Stygobromus hyrcana
Stygobromus hyrcana is een vlokreeftensoort uit de familie van de Crangonyctidae. De wetenschappelijke naam van de soort is voor het eerst geldig gepubliceerd in 1939 door Dershavin.